# Universiti Sains Islam Malaysia
La Universiti Sains Islam Malaysia (USIM) –traduït seria Universitat de Ciències Islàmiques de Malàisia– és una universitat pública a Nilai, a l'estat de Negeri Sembilan a Malàisia. Kolej Universiti Sains Islam (College Universitat Islàmica de Malàisia - KUIM) és l'antic nom d'USIM abans de ser convertit en universitat, el 2007. La seva fundació va ser el 13 de març del 1998.
Els objectius de la USIM són els estudis islàmics, porta'ls al corrent nacional d'educació principal, i posar l'accent en l'ús de tecnologies de la informació en els sistemes d'educació i de recerca. També se centra a promoure el domini de les llengües àrab i anglesa, així com l'idioma nacional.

## Facultats
Campus principal
- Facultat d'Al-Alcorà i As-Sunnah Estudis (FPQS)
- Facultat de Sharia i Dret (FSU)
- Facultat Facultat d'Idiomes Principals Estudis (FPBU)
- Facultat de Lideratges i Gestió (FKP)
- Facultat de Ciència i Tecnologia (FST)
- Facultat d'Economia i Muamalat (FEM)

Campus Pandan Indah
- Facultat de Medicina i Ciències Salut (FPSK)
- Facultat d'Odontologia (FPg)